# Chris Copeland
Christopher Stephen «Chris» Copeland (Orange, Nueva Jersey, 17 de marzo de 1984) es un jugador profesional de baloncesto estadounidense. Con 2,03 metros de estatura juega en la posición de alero.

## Carrera
Tras graduarse en la Universidad de Colorado en Boulder en 2006, Copeland firma en marzo de 2007 por los Fort Worth Flyers de la NBA Development League, donde promedió 9,8 puntos y 4,7 rebotes por partido. Un año después decide probar suerte en Europa, concretamente en España firmando primero por el Club Baloncesto Rosalía de Castro, pero no llega a estrenarse porque CB L'Hospitalet lo ficharía antes de comenzar la temporada, conjunto de la liga Leb Oro española. Tras pasar por la liga alemana y la liga neerlandesa ficha en 2010 por el Generali Okapi Aalstar de la liga belga, donde se convertiría en el MVP de la competición.

En 2012 da el gran salto de su carrera firmando por los New York Knicks después de jugar la NBA Summer League de Las Vegas.

## Estadísticas de su carrera NBA

### Temporada regular
| Año     | Equipo    | PJ  | PT | MPP  | %TC  | %3P  | %TL  | RPP | APP | ROB | TPP | PPP |
| ------- | --------- | --- | -- | ---- | ---- | ---- | ---- | --- | --- | --- | --- | --- |
| 2012-13 | New York  | 56  | 13 | 15.4 | .479 | .421 | .759 | 2.1 | .5  | .3  | .2  | 8.7 |
| 2013-14 | Indiana   | 41  | 0  | 6.5  | .470 | .418 | .714 | .8  | .4  | .1  | .2  | 3.7 |
| 2014-15 | Indiana   | 50  | 12 | 16.6 | .361 | .311 | .733 | 2.2 | 1.0 | .2  | .2  | 6.2 |
| 2015-16 | Milwaukee | 24  | 1  | 6.5  | .333 | .278 | .857 | .4  | .5  | .1  | .0  | 2.1 |
| Total   |           | 171 | 26 | 12.3 | .427 | .365 | .752 | 1.6 | .6  | .2  | .2  | 5.8 |

### Playoffs
| Año   | Equipo   | PJ | PT | MPP  | %TC  | %3P  | %TL   | RPP | APP | ROB | TPP | PPP |
| ----- | -------- | -- | -- | ---- | ---- | ---- | ----- | --- | --- | --- | --- | --- |
| 2013  | New York | 9  | 1  | 10.3 | .400 | .478 | 1.000 | 1.0 | .1  | .6  | .0  | 4.1 |
| 2014  | Indiana  | 12 | 0  | 6.8  | .429 | .375 | .667  | .4  | .1  | .3  | .3  | 3.0 |
| Total | Total    | 21 | 1  | 8.3  | .414 | .436 | .727  | .7  | .1  | .4  | .1  | 3.5 |